# 平林俊一
平林俊一（1971年2月17日 - ）は、オープンソースソフトウェアGUI統合開発環境「WideStudio/MWT」の開発者であり、WideStudioWideStudio/MWTプロジェクトのプロジェクトリーダ、Eclipse NABプロジェクトのコミッター。現在、WideStudio/MWTは、組み込み機器等のGUI構築に広く用いられている。
大分市に生まれ、1992年東京工業大学情報工学科卒業。1999年に WideStudio/MWTプロジェクトを発足し、日本発のオープンソースソフトウェア WideStudio/MWTの開発を行っている。
- TurboLinux社による2001年度ソフトウェアコンテストにおいて、個人部門最優秀賞を受賞。
- 2003年度IPA未踏ソフトウェア創造事業において、IPAスーパークリエータに認定。
- 経済産業省より、2006年度 日本OSS貢献者賞を受賞。